# Stornupen
Stornupen är en bergstopp i Antarktis. Den ligger i Östantarktis. Norge gör anspråk på området. Toppen på Stornupen är 2 274 meter över havet, eller 637 meter över den omgivande terrängen. Bredden vid basen är 9,3 km.
Terrängen runt Stornupen är huvudsakligen kuperad, men söderut är den bergig. Trakten är glest befolkad. Närmaste befolkade plats är Troll research station, 19,1 kilometer norr om Stornupen. 